# Малмиж
Малмиж (від марій. Малимаш — нічліг, місце відпочинку) — місто (з 1780) в Росії, адміністративний центр Малмизького району Кіровської області.
Населення — 7422 (2018).

## Географія
Місто розташоване на річці Шошма недалеко від місця її впадіння у Вятку, за 294 км від міста Кірова. Також по території міста протікають річки Засора та Мокша, які впадають в Шошму.

## Історія
Точна дата заснування міста невідома, тому що спочатку на його місці було марійське місто — резиденція князів марійського Малмизького князівства, підвладних Казані. Малмиж зустрів російських підкорювачів як укріплений пункт. Волелюбні марійці не хотіли коритися московському царю. Послав цар «брата свого» Данила Адашева в 1553 на Вятку щоб «стояти по Камі і по В'ятці».[джерело?]

## Відомі особистості
У місті народилися:
- Калягін Олександр Олександрович (* 1942) — радянський і російський актор театру і кіно, театральний режисер і педагог.
- Галієва Фаріда Габдулхаївна (* 1962) — етнограф, фольклорист.